# Focke-Wulf Fw 239
Focke-Wulf Fw 239 (також відомий як Focke-Wulf 1000x1000x1000) — проєкт дводвигунного реактивного бомбардувальника для Люфтваффе, розроблений компанією Focke-Wulf протягом останніх років існування Третього Рейху. Назва літака означала спроможність нести бомбу вагою 1000 кг на відстань 1000 км зі швидкістю 1000 км/год.

## Історія літака
Компанія Focke-Wulf розробила три різні конструкції проєкту, які оснащувалися двома турбореактивними двигунами Heinkel HeS 011. Інноваційна на вигляд серія реактивних бомбардувальників була розроблена Г. фон Халемом і Д. Кюхеманном. Проєкт було скасовано через капітуляцію нацистської Німеччини.

## Варіанти
Проект Focke-Wulf 1000x1000x1000 мав три різні варіанти. Усі вони були дводвигунними реактивними бомбардувальниками, які оснащувалися двома турбореактивними двигунами Heinkel-Hirth He S 011.

### Fw 1000x1000x1000 А
Проєкт реактивного бомбардувальника за класичною аеродинамічною схемою. Він мав тонкі крила, відхилені назад під кутом 35 градусів.
Дані Herwig & Rode 
Загальні характеристики
- Екіпаж: 2 осіб
- Довжина: 14,2 м
- Розмах крила: 12,65 м
- Висота: 3,75 м
- Площа крила: 27 м2
- Вага порожнього: 8100 кг
- Силова установка: 2 турбореактивні двигуни Heinkel-Hirth He S 011, тяга 13 кН кожен

Льотні характеристики
- Максимальна швидкість: 1000 км/год
- Дальність: 2500 км (1600 миль, 1300 морських миль)
- Максимальна експлуатаційна стеля: 13 500 м (44 300 футів)

Озброєння
- Зброя: немає
- Бомби: 1000 кг (2200 фунтів)

### Fw 1000x1000x1000 B
Конструкція літаючого крила з невеликим фюзеляжем, що містить кабіну та переднє колесо шасі.
Загальні характеристики
- Екіпаж: один
- Довжина: 5,8 м
- Розмах крила: 14 м
- Висота: 2,75 м
- Площа крила: 55 м2
- Вага порожнього: 8100 кг
- Силова установка: 2 турбореактивні двигуни Heinkel-Hirth He S 011, тяга 13 кН кожен

Льотні характеристики
- Максимальна швидкість: 1060 км/год
- Дальність: 2500 км
- Максимальна експлуатаційна стеля: 14 000 м

Озброєння
- Зброя: немає
- Бомби: 1000 кг

### Fw 1000x1000x1000 C
Проєкт з екіпажем з трьох осіб, дуже схожий на Fw 1000x1000x1000 A з розмахом крила 12,65 м і довжиною 14,2 м.
Загальні характеристики
- Екіпаж: троє
- Довжина: 14,2 м
- Розмах крила: 12,65 м
- Силова установка: 2 турбореактивні двигуни Heinkel-Hirth He S 011, тяга 13 кН кожен

Льотні характеристики
- Максимальна швидкість: 1000 км/год
- Дальність: 2500 км

Озброєння
- Зброя: немає
- Бомби: 1000 кг